# Microcytherura fulva
Microcytherura fulva är en kräftdjursart som först beskrevs av Brady och Robertson 1874.  Microcytherura fulva ingår i släktet Microcytherura, och familjen Cytheruridae. Arten är reproducerande i Sverige.